# Раїса Гуревич
Раїса Гуревич (нар. 1 березня 1984) — колишня російська тенісистка.
Найвищу одиночну позицію світового рейтингу — 396 місце досягла 24 вересня 2001, парну — 257 місце — 2 лютого 2004 року.
Здобула 12 парних титулів туру ITF.
Завершила кар'єру 2010 року.

## Фінали ITF
| Турніри $100,000 |
| Турніри $75,000  |
| Турніри $50,000  |
| Турніри $25,000  |
| Турніри $10,000  |

### Одиночний розряд: 1 (0–1)
| Результат | Дата           | Турнір                    | Покриття | Суперниця          | Рахунок  |
| --------- | -------------- | ------------------------- | -------- | ------------------ | -------- |
| Поразка   | 21 травня 2001 | Казале-Монферрато, Італія | Ґрунт    | Андрея Ехрітт-Ванк | 3–6, 4–6 |

### Парний розряд: 24 (12–12)
| Результат | Дата              | Турнір                    | Покриття  | Партнерка               | Суперниці                                | Рахунок                 |
| --------- | ----------------- | ------------------------- | --------- | ----------------------- | ---------------------------------------- | ----------------------- |
| Перемога  | 18 вересня 2000   | Москва, Росія             | Килим (i) | Галина Фокіна           | Дар'я Кустова Alexandra Zerkalova        | 6–1, 6–0                |
| Поразка   | 30 жовтня 2000    | Мінськ, Білорусь          | Килим (i) | Людмила Нікоян          | Ева Бірнерова Alexandra Zerkalova        | 4–2, 5–3, 3–5, 2–4, 0–4 |
| Поразка   | 29 січня 2001     | Майорка, Іспанія          | Ґрунт     | Дінара Сафіна           | Германа ді Натале Андрея Ехрітт-Ванк     | 5–7, 6–3, 4–6           |
| Перемога  | 17 червня 2001    | Кане-ан-Руссійон, Франція | Ґрунт     | Марія Хосе Лопес Еррера | Соня Дельгадо Veronica Rizhik            | 4–6, 7–5, 6–4           |
| Поразка   | 8 липня 2001      | Гечо, Іспанія             | Ґрунт     | Анна Фонт               | Лусіана Масанте Даніела Олівера          | 2–6, 3–6                |
| Поразка   | 15 квітня 2003    | Цавтат, Хорватія          | Ґрунт     | Ніна Братчикова         | Мервана Югич-Салкич Дарія Юрак           | 4–6, 4–6                |
| Перемога  | 12 травня 2003    | Монсон, Іспанія           | Тверде    | Олена Антипіна          | Ліана Унгур Кільдін Шевальє              | 3–6, 7–5, 6–1           |
| Поразка   | 10 серпня 2003    | Віго, Іспанія             | Тверде    | Іванна Ісраїлова        | Марта Фрага Марія Пілар Санчес Алаєто    | w/o                     |
| Перемога  | 1 грудня 2003     | Каїр, Єгипет              | Ґрунт     | Катерина Кожокіна       | Хулія Гандія Габріела Веласко Андреу     | 2–6, 6–3, 6–1           |
| Перемога  | 8 грудня 2003     | Каїр, Єгипет              | Ґрунт     | Катерина Бичкова        | Еден Марама Пола Марама                  | 6–0, 7–6(7–2)           |
| Поразка   | 15 грудня 2003    | Каїр, Єгипет              | Ґрунт     | Катерина Кожокіна       | Еден Марама Пола Марама                  | 3–6, 0–6                |
| Перемога  | 24 січня 2004     | Манама, Бахрейн           | Тверде    | Катерина Кожокіна       | Фредеріка Пієдаде Хрістіна Захаріду      | 6–4, 6–4                |
| Поразка   | 22 березня 2004   | Каїр, Єгипет              | Ґрунт     | Катерина Кожокіна       | Ева Мартінцова Гана Шромова              | 1–6, 0–6                |
| Перемога  | 30 березня 2004   | Каїр, Єгипет              | Ґрунт     | Катерина Кожокіна       | Олена Антипіна Людмила Нікоян            | 6–2, 6–0                |
| Поразка   | 27 квітня 2004    | Борнмут, Велика Британія  | Ґрунт     | Катерина Кожокіна       | Джеслін Г'юїтт Ніколь Ренкен             | 1–6, 6–7(3–7)           |
| Поразка   | 4 травня 2004     | Единбург, Велика Британія | Ґрунт     | Катерина Кожокіна       | Анна Говкінс Ніколь Ренкен               | 6–7(3–7), 2–6           |
| Поразка   | 23 листопада 2004 | Каїр, Єгипет              | Ґрунт     | Галина Фокіна           | Петра Цетковська Полін Пармантьє         | 4–6, 2–6                |
| Поразка   | 29 листопада 2004 | Каїр, Єгипет              | Ґрунт     | Галина Фокіна           | Катарина Мишич Драгана Зарич             | 5–7, 4–6                |
| Поразка   | 6 грудня 2004     | Каїр, Єгипет              | Ґрунт     | Галина Фокіна           | Катарина Мишич Драгана Зарич             | 2–6, 2–6                |
| Перемога  | 28 березня 2005   | Каїр, Єгипет              | Ґрунт     | Галина Фокіна           | Kateryna Herth Maryna Khomenko           | 6–2, 6–1                |
| Перемога  | 14 листопада 2005 | Гіза, Єгипет              | Ґрунт     | Галина Фокіна           | Лізан дю Плессі Леоні Мекел              | 6–3, 6–1                |
| Перемога  | 22 листопада 2005 | Гіза, Єгипет              | Ґрунт     | Галина Фокіна           | Емілія Дезідеріо Штефані Гайднер         | 6–4, 6–3                |
| Перемога  | 28 листопада 2005 | Гіза, Єгипет              | Ґрунт     | Галина Фокіна           | Lenore Lazaroiu Биляна Павлова-Димитрова | 6–3, 7–5                |
| Перемога  | 28 березня 2006   | Каїр, Єгипет              | Ґрунт     | Галина Фокіна           | Лаура Йоана Андрей Воїслава Лукич        | 7–6(9–7), 5–7, 6–4      |